# Chorągiew pancerna koronna Stanisława Jana Jabłonowskiego

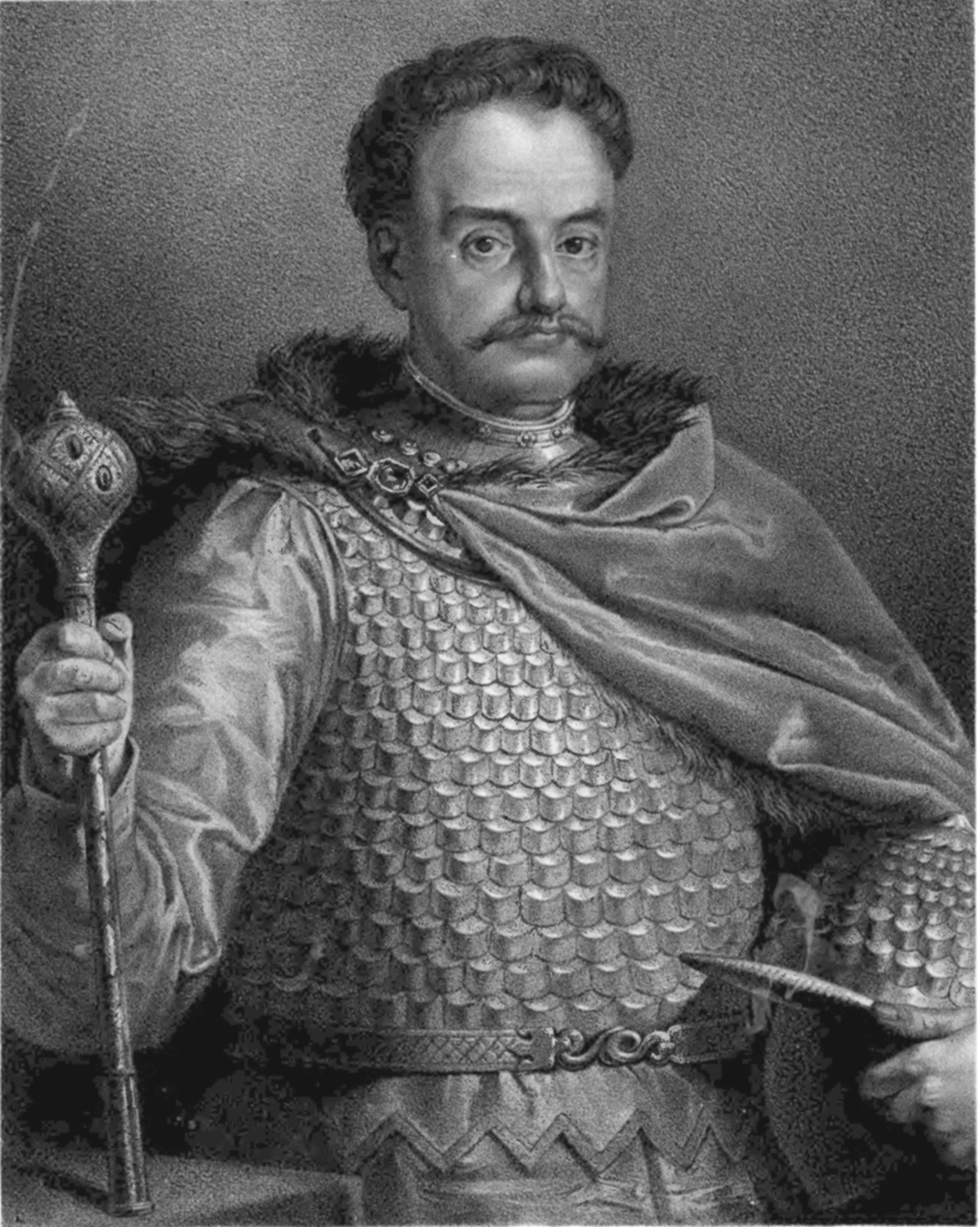
Stanisław Jan Jabłonowski herbu Prus III

Chorągiew pancerna koronna Stanisława Jana Jabłonowskiego – chorągiew pancerna koronna II połowy XVII wieku, okresu wojen Rzeczypospolitej z Turcją i Rosją.
Fundatorem i patronem chorągwi był hetman wielki koronny Stanisław Jan Jabłonowski herbu Prus III, a faktycznym dowódcą - Roman Linkiewicz.
Żołnierze chorągwi znaleźli się w kompucie wojsk koronnych pod Wiedniem w 1683 (192 konie) i wzięli udział w wojnie polsko-tureckiej 1683-1699.